# Base aérienne 119 Nanterre
La base aérienne 119 de Nanterre-La Folie était une base aérienne de l'Armée de l'air française, dissoute en 1963. Elle a été opérationnelle de 1916 à 1958.

## Histoire

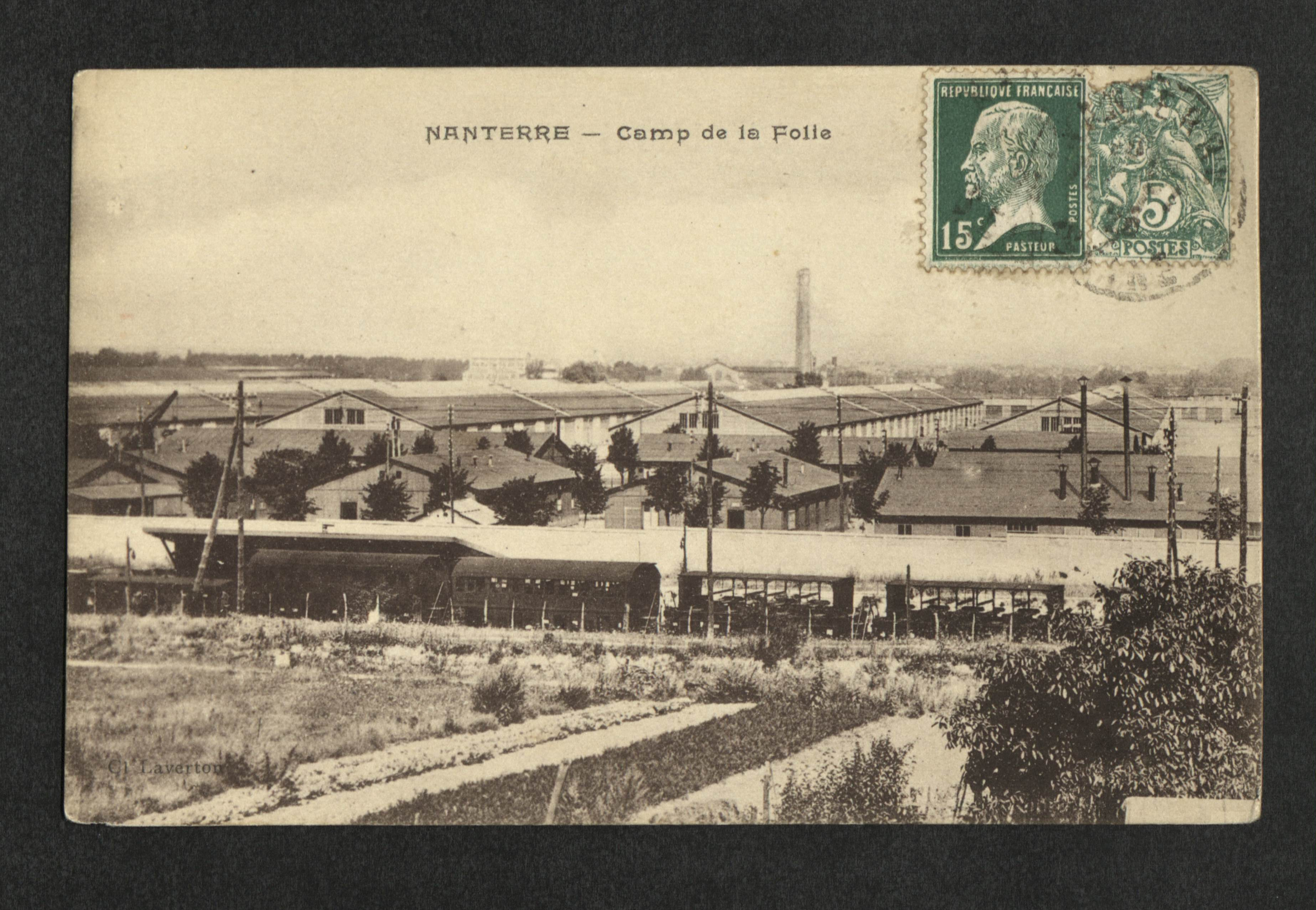
Nanterre - Camp de la Folie.

En 1916, l'armée fait l'acquisition d'un terrain, en vue d'y stocker des avions et des pièces mécaniques. C'est le camp d'aviation de La Folie.
De 1918 à 1920, après l’armistice qui a mis fin à la Première Guerre mondiale, des combattants originaires d'Indochine y séjournent, dans l'attente de leur retour au pays.
Le site est desservi par voie ferrée. En 1919, les Américains construisent une baraque pour marquer la gare ; détruite en 1972, elle devient plus tard la gare de « La Folie-Complexe Universitaire », puis la gare de Nanterre-Université, à la suite du changement d'emplacement de celle-ci - 900 mètres de tunnel sont construits en tranchée sur le terrain de l'université en chantier mais le kilomètre restant ne sera jamais creusé, le chantier se heurtant notamment à des problèmes d’expropriation (ce parcours qui devait se raccorder en amont de la gare de Nanterre-Ville afin de rejoindre la ligne de Saint-Germain-en-Laye sera abandonné).
Le 8 avril 1920, les installations s'organisent, en tenant compte d'une garnison de plus de sept cents personnes. Le camp d'aviation de La Folie devient l'entrepôt spécial d'aviation no 2. C'est l'un des quatre ESA (avec ceux de Villacoublay, Saint-Cyr-l'Ecole et Dugny). L'entrepôt abrite la 2e compagnie d'ouvriers d'aéronautique du 1er groupe d'ouvriers d'aéronautique (GOA). En 1933, le 1er GOA prend la dénomination de 1er bataillon de l'air.
Une école de mécaniciens d'avions s'y installe en 1945.
En 1956, l'Armée de l'air autorise la venue d'étudiants dans ses locaux. Progressivement, à partir de 1958, le camp militaire est délaissé. Des étudiants occupent les anciens bâtiments de l'école d'aviation dès 1958. Le 26 septembre 1962, s'y implante l'une des facultés de la future université de Nanterre.
La Folie fait alors partie de l'un des dix-sept bidonvilles de Nanterre, qui sera rasé en juillet 1971.
Le terrain est définitivement libéré le 15 décembre 1963. L'actuelle université Paris-Nanterre conserve une « rue de La Folie » dans son emprise.

## Unités
La base aérienne 119 a abrité :
- l'entrepôt spécial d'aviation (ESA) no 2 et la 2e compagnie d'ouvriers d'aéronautique du 1er GOA (puis du 1er bataillon de l'air) ;
- l'Entrepôt central du matériel aéronautique (ECMA, 1956-1964) ;
- l'École générale des mécaniciens d'aviation (EGMA ou EMAN, École des mécaniciens d'aviation de Nanterre[14], 1944-1950).